# Mundo Bizarro
El Mundo Bizarro (también conocido como Arreit, que es "Tierra" escrito al revés) es un planeta ficticio que aparece en los cómics estadounidenses publicados por DC Comics. Presentado a principios de la década de 1960, Arreit es un planeta en forma de cubo, hogar de Bizarro y sus compañeros, quienes inicialmente eran versiones Bizarro de Superman, Lois Lane y sus hijos. Más tarde, se agregaron otros Bizarros. Entre ellos estaba Batzarro, el peor detective del mundo.
En la cultura popular, "Mundo Bizarro" ha llegado a significar una situación o escenario extrañamente invertido u opuesto a las expectativas.

## Historia

### Pre-Crisis
En el Mundo Bizarro de "Arreit", la sociedad se rige por el Código Bizarro que dice "¡Hacemos lo contrario de todas las cosas terrenales! ¡Odiamos la belleza! ¡Nos encanta la fealdad! ¡Es un gran crimen hacer algo perfecto en Mundo Bizarro!" En un episodio, por ejemplo, un vendedor está haciendo un gran negocio vendiendo bonos de Bizarro: "Garantizado que perderá dinero para usted". Más tarde, el alcalde designa a Bizarro #1 para investigar un crimen, "Porque eres más tonto que toda la policía de Bizarro junta". Esto es intencionado y tomado como un gran cumplido.
Originalmente un planeta normal, arreiT ahora tiene forma de cubo. Esto se debe a la intervención de Superman, quien, después de ser condenado por hacer algo perfecto en arreiT, lo que normalmente sería un delito capital, señaló que el planeta tenía la forma de un esferoide normal y accedió a reducirlo al cubo si le conmutaban la sentencia.
Las historias posteriores introdujeron versiones Bizarro del elenco de apoyo de Superman, incluidos Bizarro-Perry White, Bizarro-Jimmy Olsen, Bizarro-Morgan Edge, Bizarro-Lucy Lane, Bizarro-Lana Lang y Bizarro-Krypto, creados mediante el uso del rayo duplicador en personajes que no sean Superman y Lois Lane, así como los hijos de Bizarro y Bizarro Lois. Incluso hubo un Bizarro-Liga de la Justicia y Legión de Super-Héroes: la Liga Bizarro y la Legión de Stupor-Heroes. Bizarro-Batman lucía un cinturón de futilidad lleno de colillas de cigarrillos, goma de mascar y otros tesoros invaluables de Bizarro. Yellow Lantern no tenía poder de su anillo impotente, era vulnerable a cualquier cosa de color verde y era el ser más fácil de asustar en el universo. Bizarro-Aquaman no sabía nadar. Incluso hay una Bizarro-Marilyn Monroe, la más fea de todas.
"Tales of the Bizarro World" se convirtió en un segmento recurrente en Adventure Comics durante quince números del escritor Jerry Siegel y el artista John Forte, desde el número 285–299 (junio de 1961 a agosto de 1962). Los golems animados de kryptonita azul una vez surgieron de la superficie de Arreit, empeñados en derrotar a los Bizarros y fueron animados por los duplicados de Bizarro Lois.
A pesar de sus diferencias, Bizarro y Superman se han unido en alguna ocasión. Un ejemplo notable sucedió en Superman #379, cuando una extraña criatura parecía estar devorando a Bizarros. Temiendo que terminaría solo, Bizarro intentó robar el rayo duplicador de Superman. Superman convenció a Bizarro de que sería mejor tratar de detener al monstruo antes de hacer más Bizarros. La criatura finalmente devoró a Bizarro, pero Superman pronto se dio cuenta de que la criatura no estaba tratando de matar a los Bizarro, sino que usaba su fuerza combinada para derrotar a otra criatura que estaba tratando de destruir a arreiT. La primera criatura fue creada como parte de un plan desarrollado nada menos que por Bizarro Lex Luthor, a quien Bizarro se refirió como un "héroe punk".
En la historia imaginaria, Superman: ¿Qué le pasó al hombre del mañana?, que sirvió como final para la continuidad de Silver Age Superman, Bizarro # 1 (el Bizarro original y el líder / héroe más grande del mundo), fue influenciado hasta el final por el ahora malvado Sr. Mxyzptlk. Al darse cuenta de que para cumplir verdaderamente con el Código Bizarro, debe dejar de ser un "duplicado imperfecto perfecto" de Superman y ser un "duplicado perfecto imperfecto" de Superman, Bizarro decide modificar sus métodos en consecuencia. Con ese fin, Bizarro #1 destruyó deliberadamente Mundo Bizarro, razonando que si el mundo natal de Superman (Krypton) fue destruido en un accidente, Bizarro debe destruir su propio mundo a propósito.
La última aparición de Mundo Bizarro pre-Crisis fue en DC Comics Presents # 97 (septiembre de 1986), que también fue el último número de esa serie. Después de recibir el poder de un hechicero horriblemente desfigurado de la Zona Fantasma, el Sr. Mxyzptlk destruye Zrfff y luego hace que Mundo Bizarro implosione, matando a todos sus habitantes. Los Bizarros actúan inusualmente locos en esta cuenta, con Bizarro # 1 lanzando a su hijo al núcleo del planeta que se derrumba para que esté seguro de morir.
Se había establecido que no había un futuro "establecido" para Tierra-Uno, por lo que la historia de World's Finest donde se revela que en algún momento en el futuro, Arreit se transforma en un mundo más normal (en forma de huevo en lugar de cúbico) por la radiación de un cuerpo celeste en explosión era sólo un posible futuro. Los Bizarroes también se transforman en personas normales sin poderes, pero aún conservan vestigios de sus leyes Bizarro (cortinas colgadas fuera de las ventanas de una casa, etc.)

### Post-Crisis
Después de Crisis on Infinite Earths, la miniserie Man of Steel de John Byrne reinició la continuidad de Superman. Los editores y escritores no reintrodujeron Mundo Bizarro en el reinicio. Más tarde, en Superman (vol. 2) # 87, el segundo clon Post-Crisis Bizarro crea un "Mundo Bizarro", que es un almacén hecho para parecerse a una metrópolis surrealista.
Un Mundo Bizarro apareció en una historia de esta era en Adventure Comics 80-Page Giant de 1998 del escritor Tom Peyer y el artista Kevin O'Neill. Allí, Bizarro exige que un técnico de una instalación similar a SETI transmita su diario. Al no tener otra opción, el técnico mira el diario, que vuelve a contar la historia del clásico Mundo Bizarro al revés en forma de cubo. Superman accidentalmente se encuentra allí y, para disipar los temores de la gente hacia él, va en un "alboroto constructivo". El Bizarro original, también conocido como Bizarro #1, va a la Tierra e intenta detener a Superman con la ayuda de sus amigos. Sin embargo, cuando los otros Bizarros intentan matar a Superman, #1 los detiene, diciendo que matar es lo terrenal que deben, sobre todo, hacer lo contrario. Al darse cuenta de que, por extraño que sea Bizarro World, sus habitantes están más seguros y felices que los de la Tierra gracias al liderazgo de Bizarro #1, Superman se disculpa. Para mostrar su sinceridad, esconde una copia del Código Bizarro donde nadie lo verá. La gente realiza un desfile en honor de #1 y con su amada esposa Bizarro Lois #1 y su hijo, Bizarro Junior #1 a su lado, Bizarro llora diciendo "Yo soy... la criatura más feliz del universo". Cuando el técnico termina de leer la historia, ve que Bizarro se ha ido y, horrorizado, pregunta: "¿Qué pasa si la revista en sí no es una excepción al Código Bizarro?". En otra parte, se revela la verdad; Bizarro, que no tiene hogar ni familia y es despreciado por Superman, llora porque es lo más miserable del universo.
La distintiva Tierra en forma de cubo de Mundo Bizarro apareció brevemente en las páginas de Crisis infinita junto con las otras Tierras en el espacio. Se ve un primer plano, etiquetado como Tierra-0, en el que un Bizarro sonriente está estrangulando a una Bizarro-Lois sonriente, con Bizarros Hawkman, Jimmy Olsen y Perry White parados al lado y riendo. De manera similar, en el New 52 DC Multiverso actual, aparece una Tierra-29 en forma de cubo, aunque rodeada por un anillo. Esto puede o no ser una reiteración más del Mundo Bizarro.
Un planeta en forma de cubo, poblado por una variedad de Bizarros, fue descubierto orbitando un sol azul por una nave patrullera de Thanagaria.
En Escape desde el Mundo Bizarro (Action Comics # 855-857, también publicado como Superman: Escape from Bizarro World), Bizarro captura a Jonathan Kent y lo lleva al mundo en forma de cubo. incitando a Superman a seguirlo. Esta versión de Mundo Bizarro fue creada en un sistema estelar con una estrella azul más cercana a la Tierra, por Bizarro al aplastar asteroides, con habitantes creados disparando rayos oculares a formas de vida orgánicas (primero a sí mismo para crear a Lois Lane) después de obtener nuevos poderes del cercano sol azul.
El DC Universe Halloween Special 2009 presenta varias historias que muestran Mundo Bizarro. La apertura muestra a Bizarro leyendo un cómic a una gran audiencia de hombres y mujeres Bizarro vestidos con disfraces de Halloween. Todos los miembros de la audiencia están atados y amordazados, lo que implica que se les lee en contra de su voluntad en lugar de la práctica tradicional de reunirse para escuchar una historia. Otro cuento revela que Halloween en Mundo Bizarro involucra a los que hacen truco o trato dando fruta a las casas que visitan. La historia final también revela que Bizarro trabaja en una versión Bizarro del Daily Planet, y también muestra versiones Bizarro de miembros del personal como Jimmy Olsen y Cat Grant.
Superman # 695 tiene a Bizarro huyendo de Mon-El después de una batalla. En Bizarro-speak, Bizarro le informa al héroe que se está retirando a Mundo Bizarro y afirma que pronto regresará con un Bizarro Mon-El para ayudarlo a derrotar al original. Esta historia nunca tuvo seguimiento, ya que Mon-El fue enviado a la Zona Fantasma poco después de este encuentro.
Mundo Bizarro se volvió a ver varios meses después en Supergirl #55. En él, Bizarro Supergirl (no la creada accidentalmente en Superman #140) relata su origen, revelando que fue atada, amordazada y encerrada dentro de una nave espacial enviada desde el mundo en forma de cubo a la Tierra después de que fue atacada por un ser conocido como la Divinidad. El problema terminó con la Supergirl moderna, Kara Zor-El, dirigiéndose hacia el Mundo Bizarro para liberarlo de la Nave Dios.

## Habitantes conocidos
- Bizarro - La versión Bizarro de Superman.
- Bizarro Amazo - la versión Bizarro de Amazo.
- Bizarro Big Barda - la versión Bizarro de Big Barda.
- Bizarro Manta Negra - la versión Bizarro de Manta Negra.
- Bizarro Brainiac - la versión Bizarro de Brainiac. Fue responsable de estar detrás del establecimiento de Big City.
- Bizarro Catwoman – la versión Bizarro de Catwoman.
- Bizarro Computo – la versión Bizarro de Computo.
- Bizarro Doomsday – la versión Bizarro de Doomsday.
- Bizarro Jimmy Olsen – la versión Bizarro de Jimmy Olsen.
- Bizarro Joker – la única persona cuerda en Mundo Bizarro. Llora incesantemente en comparación con la risa maníaca del Joker.
- Bizarro Liga de la Justicia – la versión Bizarro de la Liga de la Justicia.
  - Batzarro – la versión Bizarro de Batman, que es el "peor detective del mundo".[14]
  - Bizarra – la versión Bizarro de Wonder Woman que tiene poderes inversos.
  - Bizarro Aquaman – la versión Bizarro de Aquaman que no puede nadar.
  - Bizarro Blue Beetle – la versión Bizarro de Blue Beetle.
  - Bizarro Booster Gold – la versión Bizarro de Booster Gold.
  - Bizarro Cyborg – la versión Bizarro de Cyborg.
  - Bizarro Flash – la versión Bizarro de Flash que se creó a partir de la "fuerza de la velocidad", lo que lo hizo súper rápido e intangible.
  - Bizarro Flecha Verde – la versión Bizarro de Flecha Verde que coloca sus flechas hacia atrás.
  - Bizarro Chica Halcón – la versión Bizarro de Chica Halcón cuyas alas son parte de ella.
  - Bizarro Hombre Halcón – la versión Bizarro de Hombre Halcón.
  - Bizarro Hielo – la versión Bizarro de Hielo.
  - Bizarro Detective Marciano – la versión Bizarro de Detective Marciano.
  - Bizarro Robin – la versión Bizarro de Robin.
  - Bizarro Green Lantern – la versión Bizarro de Green Lantern que aquí se llama Yellow Lantern.
- Bizarro Krypto – la versión Bizarro de Krypto.
- Bizarro Lana Lang – la versión Bizarro de Lana Lang.
- Bizarro Legión de Super-Héroes – la versión Bizarro de la Legión de Super-Héroes que fue creada por Bizarro Superboy II.
  - Bizarro Brainiac 5 – la versión Bizarro de Brainiac 5.
  - Bizarro Chameleon Boy – la versión Bizarro de Chameleon Boy.
  - Bizarro Cosmic Boy – la versión Bizarro de Cosmic Boy.
  - Bizarro Invisible Kid – la versión Bizarro de Invisible Kid.
  - Bizzaro Lightning Lad – la versión Bizarro de Lightning Lad.
  - Bizarro Mon El – la versión Bizarro de Mon El.
  - Bizarro Saturn Girl – la versión Bizarro de Saturn Girl.
  - Bizarro Ultra Boy – la versión Bizarro de Ultra Boy.
- Bizarro Lex Luthor – la versión Bizarro de Lex Luthor.
- Bizarro Lois Lane – la versión Bizarro de Lois Lane.
- Bizarro Lois Lane Jr. – la hija de Bizarro y Bizarro Lois Lane.
- Bizarro Lucy Lane – la versión Bizarro de Lucy Lane.
- Bizarro Jr. – el hijo de Bizarro y Bizarro Lois Lane.
- Bizarro Mister Kltpzyxm –  la versión Bizarro de Mister Mxyzptlk. Vive por lo contrario del Código Bizarro arreglando las cosas.
- Bizarro Morgan Edge – la versión Bizarro de Morgan Edge.
- Bizarro Perry White – la versión Bizarro de Perry White.
- Bizarro Shaggy Man – la versión Bizarro de Shaggy Man. Solo se sienta y piensa.
- Bizarro Superboy I – la versión Bizarro de Superboy. El duplicador imperfecto Ray del profesor Dalton había liquidado a Superboy y había creado la versión Bizarro de él. Fue destruido accidentalmente por Superboy.
- Bizarro Superboy II – la segunda versión Bizarro de Superboy que fue responsable de crear la versión Bizarro de Legión de Super-Héroes.
- Bizarro Supergirl – la versión Bizarro de Supergirl que fue creada por Bizarro Jr.
- Bizarro Titano – la versión Bizarro de Titano que dispara rayos de kryptonita azul de sus ojos.
- Bizarro Toymaker – la versión Bizarro de Toymaker.

## Puntos de interés
- Daily Arreit –
- Fourtriss uv Bizarro –
- Mutropolis –
- Dali Planit (también deletreado Dayli Planet) –

## Otras versiones

### All-Star Superman
Fuera de la continuidad principal de DC, All-Star Superman # 7-8 presentó el regreso de Arreit y Bizarro, en el que el arreiT cúbico sensible atacó la Tierra hasta que Superman interfirió. Manifestaciones de habitantes de la Tierra atacaron en masa, matando y absorbiendo a muchos. Los duplicados tienen debilidad frente a los esteroides; no pueden absorber a las personas que los usan. Superman creía que htraE era una manifestación de una entidad llamada 'devorador de planetas'. Superman ataca a arreiT, pero experimenta la pérdida de sus habilidades debido a la atracción gravitatoria súper pesada de arreiT mientras se retira a su propio reino, así como al cambio Doppler que replica los efectos de la radiación del sol rojo, erosionando sus superpoderes. En esta arreiT revisionista, Superman se encuentra con Bizarro ("Le-Roj") y un clon imperfecto del propio Bizarro (Zibarro, que es esencialmente un humano racional e impotente). Superman también se encuentra con versiones Bizarro de sus compañeros héroes, como Bizarro Green Lantern (cuyo anillo le permite crear cualquier cosa que se le ocurra, a lo que admite que piensa en todo), Bizarro Flash (que es extremadamente lento y parece tomar un tiempo completo). problema para llegar a cierto punto), Bizarro Batman (quien fue baleado por sus padres) y Bizarro Wonder Woman (que es una mujer gorda y fea que se convirtió en arcilla). El área en la que aterriza Superman se asemeja a una ciudad destruida. También hay un duplicado imperfecto del Ytrebil fo Eutats visible en el fondo, aunque sin nombre. Htrae desaparece en Underverse, una dimensión recién descubierta, al final de la historia.

### Aventuras de Superman
Una historia sobre Bizarro en el cómic de antología de primera digital fuera de continuidad Adventures of Superman de 2013 de Christos Gage y Eduardo Francisco termina cuando Bizarro recibe las herramientas para terraformar un planeta deshabitado a su gusto. Allí, inmediatamente se encuentra con una mujer amazónica de piel calcárea que se presenta como Bizarra.

### Tierra-29
En la serie Multiversity de Grant Morrison, a arreiT se le ha asignado su propio universo alternativo y ahora también se conoce como Tierra-29. Además de sus equivalentes inorgánicos imperfectos de los superhéroes centrales de Earth-0, conserva su forma cúbica, aunque ahora también posee un anillo. Otros planetas en su universo también tienen forma de paralelepípedo: Narr (Rann-29), Raganaht (Thanagar-29), que es el hogar de un Bizarro Manhawk (Hawkman) que no vuela, y un superpoblado Sram (Mars-29), que es el hogar de Smarian Snitch (Detective Marciano).

## En otros medios

### Televisión
- Mundo Bizarro se representa en varios episodios de Súper amigos: "La venganza de Bizarro" de 1980, "Bizarrourld" de 1981 y "The Bizarro Super Powers Team" en 1985.
- Mundo Bizarro aparece en Superman: la serie animada. Esta versión es un planeta deshabitado en el que Superman permitió que Bizarro viviera para hacer lo que quisiera y no dañar a nadie.
- Una versión de Mundo Bizarro aparece en Teen Titans Go!, episodio "Robin al revés". Es el hogar de los Bizarro Titans, liderados por el perezoso Nibor, y cuenta con Grobyc, un robot que es en su mayoría humano, Nevar, que siempre está sonriendo en contraste con Raven, Boy Beast, un animal que puede transformarse en cualquier niño humano, y Erifrats, que es tan fea como hermosa es Starfire.
- Una variación de Mundo Bizarro aparece en la segunda temporada de Superman & Lois. Esta versión está en una dimensión de bolsillo en forma de cubo a la que se puede acceder a través de Shuster Mines de Smallville y fue apodada "Mundo Inverso" por la líder de la secta Ally Allston. En este Mundo Bizarro como se ve en el episodio "Bizarros in a Bizarro World", Bizarro es una celebridad antes de pelear con su familia, Jonathan Kent desarrolló poderes y tomó el nombre de "Jon-El", Tal-Rho es un elegible soltero que estaba en buenos términos con Kal-El, Lana Lang era una camarera que se casó con Tal-Rho y ganó superpoderes, y Ally Allston subió al poder y se hizo cargo del Departamento de Defensa.

### Película
- Mundo Bizarro aparece en Lego DC Comics Super Heroes: Justice League vs. Bizarro League. Aquí, Bizarro es enviado a Mundo Bizarro por Superman para evitar que se meta en problemas. Cuando Darkseid invade el planeta, Bizarro roba un rayo de duplicación de Lex Luthor y lo dispara a Batman, Wonder Woman, Green Lantern (Guy Gardner) y Cyborg, creando a Batzarro, Bizarra, Greezarro y Cyzarro. También se demostró que sus propiedades afectan negativamente a Wonder Woman (que se vuelve incapaz de volar y se tropieza constantemente), el anillo de poder de Guy Garnder (que lo limita a solo poder volar y hacer construcciones de energía de pollo) y Cyborg (que se cae constantemente a pedazos y necesita ser reconstruido).

### Videojuegos
- Mundo Bizarro aparece en Lego Batman 3: Beyond Gotham. Se presenta como un mapa DLC donde Bizarro Liga de la Justicia tiene que defender Mundo Bizarro de las fuerzas de Darkseid.